# Pascal Berenguer
Pascal Berenguer (Marsiglia, 20 maggio 1981) è un ex calciatore francese, di ruolo centrocampista.

## Carriera
Nel novembre 2015, dopo essersi ritirato dall'attività agonistica, è stato nominato allenatore della formazione Under 19 del Tours Football Club.

## Palmarès

### Club

#### Competizioni nazionali
- Campionato francese di seconda divisione: 1

Nancy: 2004-2005
- Coppa di Lega francese: 1

Nancy: 2005-2006